# Saint-Michel (Charente)
Saint-Michel (früher: Saint-Michel-d’Entraygues) ist eine Gemeinde mit 3.220 Einwohnern (Stand 1. Januar 2022) im westfranzösischen Département Charente in der Region Nouvelle-Aquitaine.

## Lage
Saint-Michel liegt in der Kulturlandschaft des Angoumois in einer Höhe von etwa 50 m ü. d. M. auf dem Südufer der Charente, in die hier ihre Zuflüsse Charreau und Eaux Claires einmündet. Die Gemeinde ist nur etwa 6 km (Fahrtstrecke) in westlicher Richtung von der Stadt Angoulême entfernt.

## Bevölkerungsentwicklung
| Jahr      | 1800 | 1851 | 1901 | 1954 | 1999 | 2018 |
| Einwohner | 501  | 519  | 1246 | 1849 | 2960 | 3223 |

Aufgrund der Nähe zur Stadt Angoulême und vergleichsweise günstiger Immobilienpreise ist die Bevölkerung der Gemeinde im 20. Jahrhundert auf über 3000 Einwohner angewachsen.

## Wirtschaft
Lebten die Bewohner des Ortes jahrhundertelang von den Erträgen ihrer Felder und Gärten, so wurden im ausgehenden Mittelalter und in der frühen Neuzeit am Fluss einige Wassermühlen (auch zur Papierherstellung) betrieben (siehe Wappen). Die geringe Fläche der Gemeinde ist nahezu vollständig bebaut; Kleinhandel, Handwerk und kleinere Dienstleistungsbetriebe bestimmen heutzutage die Wirtschaft des Ortes.

## Geschichte
Auf dem Gebiet der Gemeinde wurden einige wenige prähistorische Funde gemacht. Die Kirche des Ortes wurde im Jahr 1137 vom ehemaligen Abt Lambert des etwa sechs Kilometer südlich gelegenen Benediktinerklosters von La Couronne erbaut, der ein Jahr zuvor zum Bischof von Angoulême geweiht worden war. In der Nähe befand sich ein Friedhof, auf dem Santiago-Pilger ihre letzte Ruhestätte fanden.

## Sehenswürdigkeiten
- Die dem Erzengel Michael geweihte Kirche St-Michel, ein romanischer Zentralbau aus dem 12. Jahrhundert.
- Das Logis de Puygrelier stammt ursprünglich aus dem 16. Jahrhundert, wurde aber nachträglich mehrfach umgebaut. Erhalten ist noch ein Treppenturm mit einem Wachtürmchen (échauguette).

## Partnergemeinde
- Durach, Schwaben

## Persönlichkeiten
- Guillaume Billet (* 1982), Wirbeltierpaläontologe